# A Walk in the Woods (ER)
A Walk in the Woods is de veertiende aflevering van het zevende seizoen van de televisieserie ER, die voor het eerst werd uitgezonden op 15 februari 2001.

## Verhaal
Dr. Weaver gaat met dr. Legaspi en wat vriendinnen naar een café, daar praten zij openlijk over het lesbisch zijn en dit valt moeilijk voor dr. Weaver. Zij verlaat daarom ook het gezelschap ondanks de smeekbedes van dr. Legaspi.
Dr. Greene is woest op dr. Weaver om de medische keuring die zij voor hem heeft aangevraagd. Later krijgt zij ook een woedende dr. Corday op bezoek die voor haar vriend opkomt.
Dr. Jing-Mei Chen keert terug van haar zwangerschapsverlof en krijgt een patiënt met mazelen.
Dr. Benton moet, nu hij directeur van de afdeling gelijkheid is, de aanvragen bekijken van Afro-Amerikaanse studenten. Hij maakt zich hard voor een jonge Afro-Amerikaans medische student die graag dokter wil worden. Later ontdekt dr. Benton dat hij vroeger aangenomen is op de medische opleiding dankzij positieve discriminatie.
Dr. Kovac krijgt weer bezoek van bisschop Stewart, zijn conditie is een stuk slechter geworden.

## Rolverdeling

### Hoofdrollen
- Anthony Edwards - Dr. Mark Greene
- Noah Wyle - Dr. John Carter
- Laura Innes - Dr. Kerry Weaver
- Alex Kingston - Dr. Elizabeth Corday
- Paul McCrane - Dr. Robert Romano
- Goran Višnjić - Dr. Luka Kovac
- Michael Michele - Dr. Cleo Finch
- Erik Palladino - Dr. Dave Malucci
- Ming-Na - Dr. Jing-Mei Chen
- Eriq La Salle - Dr. Peter Benton
- Amy Aquino - Dr. Janet Coburn
- Elizabeth Mitchell - Dr. Kim Legaspi
- Maura Tierney - verpleegster Abby Lockhart
- Laura Cerón - verpleegster Chuny Marquez
- Deezer D - verpleger Malik McGrath
- Lyn Alicia Henderson - ambulancemedewerker Pamela Olbes
- Troy Evans - Frank Martin

### Gastrollen (selectie)
- James Cromwell - Bisschop Stewart
- Missy Yager - Nicole Woodman
- Sonya Eddy - secretaresse studentenzaken
- Megan Follows - Christy Larkin
- Vince Grant - Jeff Woodman
- Tim Haldeman - Dr. Robert Wilson
- Randy Oglesby - PICU dokter
- Keith Robinson - William White
- Teressa Tunney - lerares